# Ергак-Таргак-Тайга
Ерга́к-Тарга́к-Тайга́ (хак. Ырғах-тарғах тасхыл — голец в виде гребенчатых клыков), Тазарама — горный хребет в системе Западного Саяна на стыке с Восточным Саяном.

## Этимология
Название Ергак из хакас. иргек, ергик «большой палец», то есть «гора, похожая на палец»; Таргак-Тайга из тюрк. таргак «гребень» и тувин. тайга «высокогорье, покрытое лесом».

## Описание
Расположен в южной части Красноярского края и в Республике Тыва. Длина свыше 200 км, высота до 2500 м. Породы: метаморфические сланцы и граниты. Рельеф — резко расчленённый среднегорный.
На склонах (до высот около 1800 м) темнохвойная тайга из сибирского кедра и пихты, выше субальпийские луга, высокогорная тундра и курумы.
Хребет упоминается в повести Владимира Чивилихина «Серебряные рельсы». До вхождения Тывы в состав России по хребту проходила государственная граница СССР (что также отражено в повести Чивилихина).